# Церклянський Врх
Церклянський Врх (словен. Cerkljanski Vrh) — розсіяне поселення в горах на південь від Церкно, Регіон Горішка, Словенія. Висота над рівнем моря: 836.3 м. 